# Saint-Abit
Saint-Abit (wym. [sɛ̃t‿-abi]) – miejscowość i gmina we Francji, w regionie Nowa Akwitania, w departamencie Pireneje Atlantyckie. Nazwa miejscowości pochodzi od imienia św. Awita.
Według danych na rok 1990 gminę zamieszkiwało 195 osób, a gęstość zaludnienia wynosiła 46 osób/km² (wśród 2290 gmin Akwitanii Saint-Abit plasuje się na 982. miejscu pod względem liczby ludności, natomiast pod względem powierzchni na miejscu 1471.).